# Matthias Mellitzer
Matthias Mellitzer (Lienz, 9 de septiembre de 1980) es un deportista austríaco que compitió en voleibol, en la modalidad de playa. Ganó una medalla de plata en el Campeonato Europeo de Vóley Playa de 2010.

## Palmarés internacional
| Campeonato Europeo | Campeonato Europeo | Campeonato Europeo | Campeonato Europeo |
| Año                | Lugar              | Medalla            | Pareja             |
| ------------------ | ------------------ | ------------------ | ------------------ |
| 2010               | Berlín (Alemania)  | Medalla de plata   | Clemens Doppler    |